# Padretseve
Padretseve  (ucraniano: Падрецеве) es una localidad del Raión de Kotovsk en el Óblast de Odesa de Ucrania. Según el censo de 2001, tiene una población de 34 habitantes.